# Sluderno
Sluderno (en allemand, Schluderns) est une commune italienne d'environ 1 800 habitants située dans la province autonome de Bolzano dans la région du Trentin-Haut-Adige dans le nord-est de l'Italie.

## Géographie
Sluderno est situé dans le val Venosta, au bord de l'Adige.

## Administration
| Période                                  | Période  | Identité      | Étiquette | Qualité |
| ---------------------------------------- | -------- | ------------- | --------- | ------- |
| 9 mai 2005                               | En cours | Erwin Wegmann | SVP       |         |
| Les données manquantes sont à compléter. |          |               |           |         |

### Hameaux
Spondigna (Spondinig)

### Communes limitrophes
Les communes limitrophes sont  Glorenza, Laas, Malles Venosta et Prato allo Stelvio.